# Pid Purdy
Everett Virgil Purdy, detto Pid (Beatrice, 15 giugno 1904 – Beatrice, 16 gennaio 1951), è stato un giocatore di football americano e giocatore di baseball statunitense.

## Carriera professionistica
Come giocatore di baseball, Pirdy giocò nel ruolo di esterno in 181 gare della Major League Baseball con Chicago White Sox (1926) e Cincinnati Reds (1927–1929), battendo con una media battuta di .293 e 2 home run. Contemporaneamente giocò anche con i Green Bay Packers della National Football League disputando 17 gare tra il 1926 e 1927, segnando un touchdown su corsa.

## Statistiche
NFL
| Partite totali      | 17 |
| Partite da titolare | 12 |
| Touchdown su corsa  | 1  |